# Telosticta feronia
Telosticta feronia là loài chuồn chuồn trong họ Platystictidae. Loài này được Leiftinck mô tả khoa học đầu tiên năm 1933.